# ديفيد روشيلا كالفو
ديفيد روشيلا كالفو (بالإسبانية: David Rochela)‏ (19 فبراير 1990 بأس بونتيس دي غارسيا رودريغيز في إسبانيا - ) هو لاعب كرة قدم إسباني في مركز الدفاع. شارك مع منتخب إسبانيا تحت 16 سنة لكرة القدم ومنتخب إسبانيا تحت 17 سنة لكرة القدم ومنتخب إسبانيا تحت 19 سنة لكرة القدم. أما مع النوادي، فقد لعب مع ديبورتيفو فابريل وديبورتيفو لاكورونيا وراسينغ سانتاندير ونادي بوريرام يونايتد ونادي هبوعيل تل أبيب.

## وصلات خارجية
- ديفيد روشيلا كالفو على موقع الاتحاد الدولي (مؤرشف)  (الإنجليزية)
- ديفيد روشيلا كالفو على موقع قاعدة بيانات كرة القدم.إي يو (الإنجليزية)
- ديفيد روشيلا كالفو على موقع Soccerway.com (الإنجليزية)
- ديفيد روشيلا كالفو على موقع عالم كرة القدم.نت (الإنجليزية)
- ديفيد روشيلا كالفو على موقع AS.com (الإسبانية)